# Collegium Borromaeum (Freiburg im Breisgau)

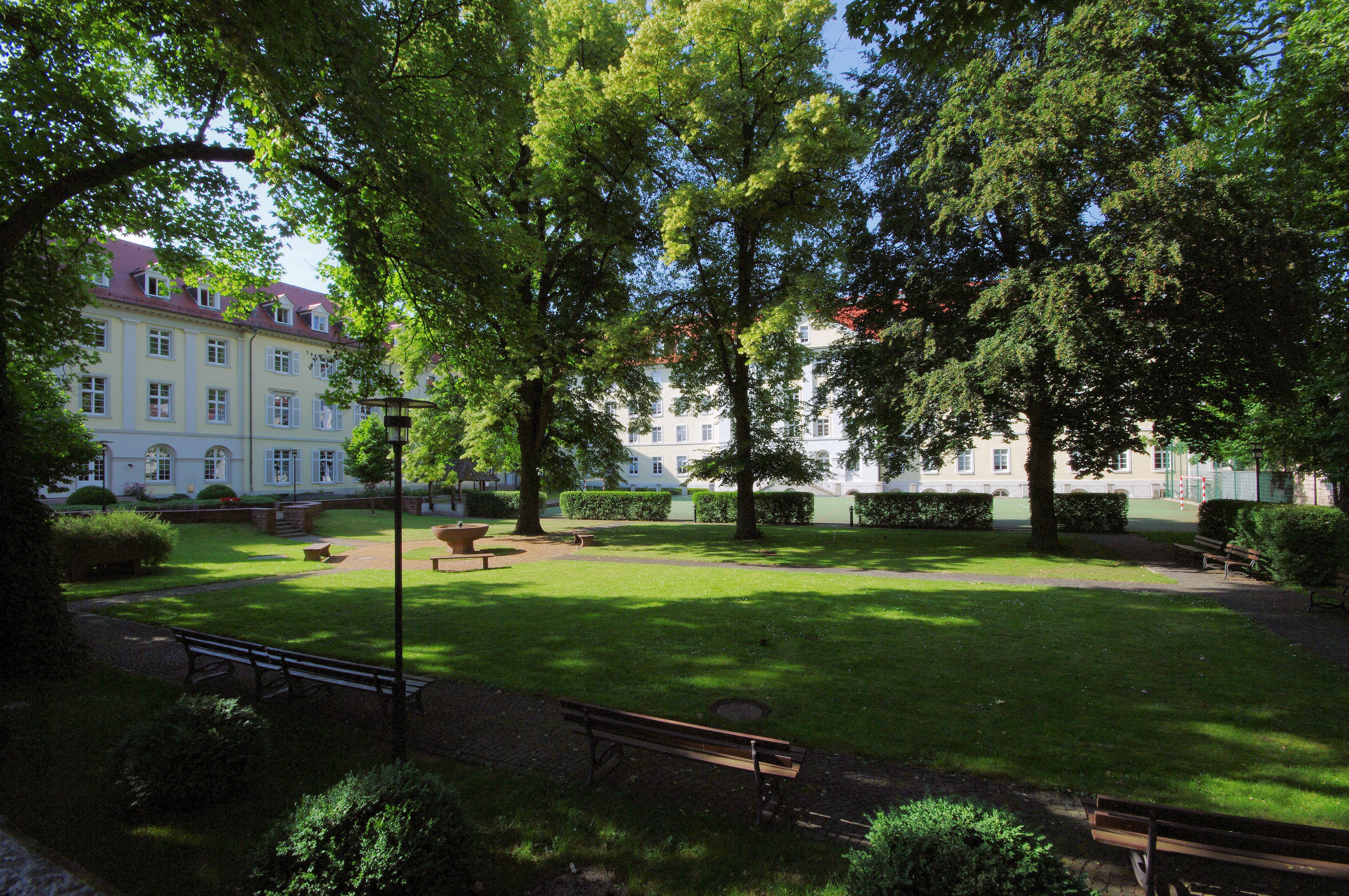
Blick in den Innenhof des Seminars

Das Collegium Borromaeum (kurz: CB) in Freiburg im Breisgau ist das Priesterseminar der Erzdiözese Freiburg. Es befindet sich in an der Ecke Herrenstraße/Schoferstraße gegenüber dem Erzbischöflichen Ordinariat.
Seit der Gründung des Erzbistums 1827 war es das erzbischöfliche theologische Konvikt, bis am 1. Oktober 2006 das Pastoralseminar von St. Peter mit in das CB verlagert wurde, das seither ein Vollseminar ist.
Regens des Seminars ist seit Oktober 2019 Weihbischof Christian Würtz.

## Priesterausbildung in Freiburg
Die Priesteramtskandidaten der Erzdiözese Freiburg erfahren während ihres Theologiestudiums an der Albert-Ludwigs-Universität Freiburg im Collegium Borromaeum eine Ausbildung, die die Persönlichkeit, die Spiritualität und die priesterliche Lebensform fördern soll. Die weitere pastorale Ausbildung nach dem Studium, die auf den Dienst des Diakones, respektive des Priesters vorbereiten soll, findet heute in den Gebäuden des Collegiums Borromaeums statt.
Von 1842 bis 2006 fand nach dem Studium (Kirchliches Examen)  die weitere Ausbildung neben praktischen Erfahrungen in den Praktikums- und Diakonatsstellen im Priesterseminar des ehemaligen Benediktiner-Klosters St. Peter auf dem Schwarzwald das statt. Erster und langjähriger Regens war der spätere Domkapitular Joseph Kössing. Mit Ende des Sommersemesters 2006 wurden die Ausbildungseinheiten von dort nach Freiburg in das Collegium Borromaeum verlegt. Die Priesterausbildung erfuhr eine starke Umstrukturierung, die Trennung in Theologenkonvikt und Pastoralseminar wurde aufgegeben. Das ehemalige Priesterseminar in St. Peter findet seit November 2006 als das neue Geistliche Zentrum der Erzdiözese Freiburg Verwendung.

## Gebäude

### Seminar
Wo früher das Freiburger Kapuzinerkloster stand wurde zwischen 1823 und 1826 nach Plänen von Kreisbaumeister Christoph Arnold, einem Schüler von Friedrich Weinbrenner, das Konviktsgebäude  mit vier Flügeln und einem Innenhof errichtet. Die immer wieder veränderten Zahlen von Studierenden führten zu einem Umbau in den Jahren 1929–1932 mit einem Nordflügel, von dem aus West- und Ostflügel abzweigten. Der Innenhof wurde überdacht und zum Speisesaal umgebaut. Zum Ende dieses Umbaus erhielt das Gebäude seinen Namen als „Collegium Borromaeum – Erzbischöfliches Theologisches Konvikt“. Das Gebäudeinnere wurde beim Fliegerangriff am 27. November 1944 auf Freiburg weitgehend zerstört und zwischen 1950 und 1951 wieder aufgebaut. In den Jahren 1997 bis 2004 wurden umfassende Renovierungs- und Modernisierungsarbeiten durchgeführt.
In dem großen Seminargebäude wohnen nicht nur Seminaristen und die Ausbildungsleitung, sondern auch Studenten, die keine Priester werden wollen und als Gäste hier wohnen. Auch Priester, die in Freiburg promovieren oder sich habilitieren, finden hier Wohnmöglichkeiten. Teile des Hauses dienen als Büros für kirchliche Verwaltungen, zum Beispiel für das gegenüber liegende Erzbischöfliche Ordinariat. Während der Sanierung der Katholische Akademie Freiburg von 2025 bis 2027 finden die Veranstaltungen der Akademie im Seminarhaus des Collegium Borromäum statt.

### Andlauhaus
Der Parkplatz vor dem Seminar war für fast 70 Jahre eine der letzten Trümmerlücken im Freiburger Stadtbild. Dort hatte sich bis zum o. g. Luftangriff von 1944 das Andlausche Haus aus dem 18. Jahrhundert befunden. Nachdem im Frühjahr 2013 mit Ausgrabung und Plänen für den Wiederaufbau begonnen worden war, stellte man die Arbeiten im November 2013 ein. Als Grund wurde Angst vor ähnlichen Kontroversen genannt wie um das wegen der Baukosten in die Schlagzeilen gekommene Diözesane Zentrum Sankt Nikolaus in Limburg. Ende 2015 wurde jedoch weiter geplant und gebaut und Mitte 2020 der Neubau mit dem Münsterforum und einem inklusiven Café eröffnet.

### Konviktskirche

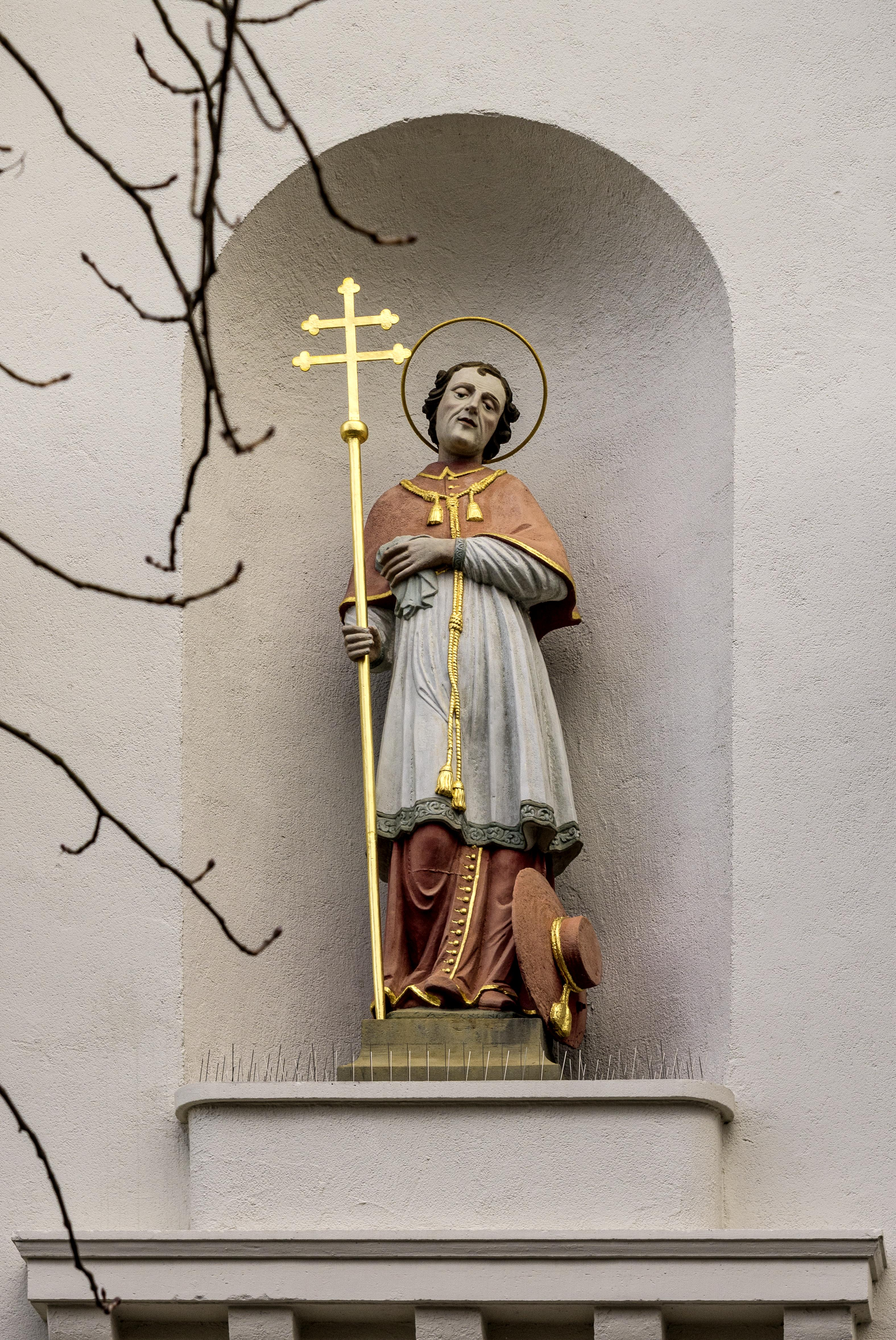
Der heilige Karl Borromäus über dem Portal der Konviktskirche

#### Geschichte
Die dem Gegenreformator Karl Borromäus geweihte Kirche wurde nach den Plänen von Christoph Arnold unter Baumeister Georg Riescher im klassizistischen Stil als Hallenkirche gebaut. Bis zur Weihe durch Erzbischof Bernhard Boll war die Kirche von evangelischen Christen genutzt worden.
Das geostete Kirchengebäude ist im gleichen Stil wie das anschließende Seminargebäude errichtet, hebt sich aber doch deutlich als eigenständiges Kirchengebäude ab. Auf einen Turm wurde allerdings verzichtet, ein Dachreiter trägt die Glocken. Durch das Bombardement Freiburgs am 27. November 1944 wurden die Ausstattung u. a. Ausmalungen, die Stuckdecke und der Chorraum zerstört. Das Dach wurde schwer beschädigt. Ein erster, großer Wiederaufbau fand unter dem Rektor Robert Schlund statt.
|  |  |  |

#### Ausgestaltung
In den Jahren 1880 bis 1894 sowie 1912 war die schlichte Dekoration der Bauzeit durch eine historisierende Einrichtung ersetzt worden. 1956 wurde unter dem damaligen Rektor Robert Schlund das monumentale Wandbild von Richard Seewald an der Stirnseite geschaffen. Das Bild zeigt Christus mit Schriftrolle in richtender Geste.
Im Zuge des II. Vatikanischen Konzils wurden bei Renovierungen von 1973 bis 1975 der Chorraum mit Altar, Ambo und Tabernakel von Bruno Knittel neu gestaltet sowie die Bänke und Fenster erneuert. Die sechs farbigen Glasfenster der Kirche wurden von Emil Wachter in Anlehnung an die Kapitel 1 und 11 des Hebräerbriefes geschaffen. Wachter hatte als Seminarist selbst im Seminar gelebt.

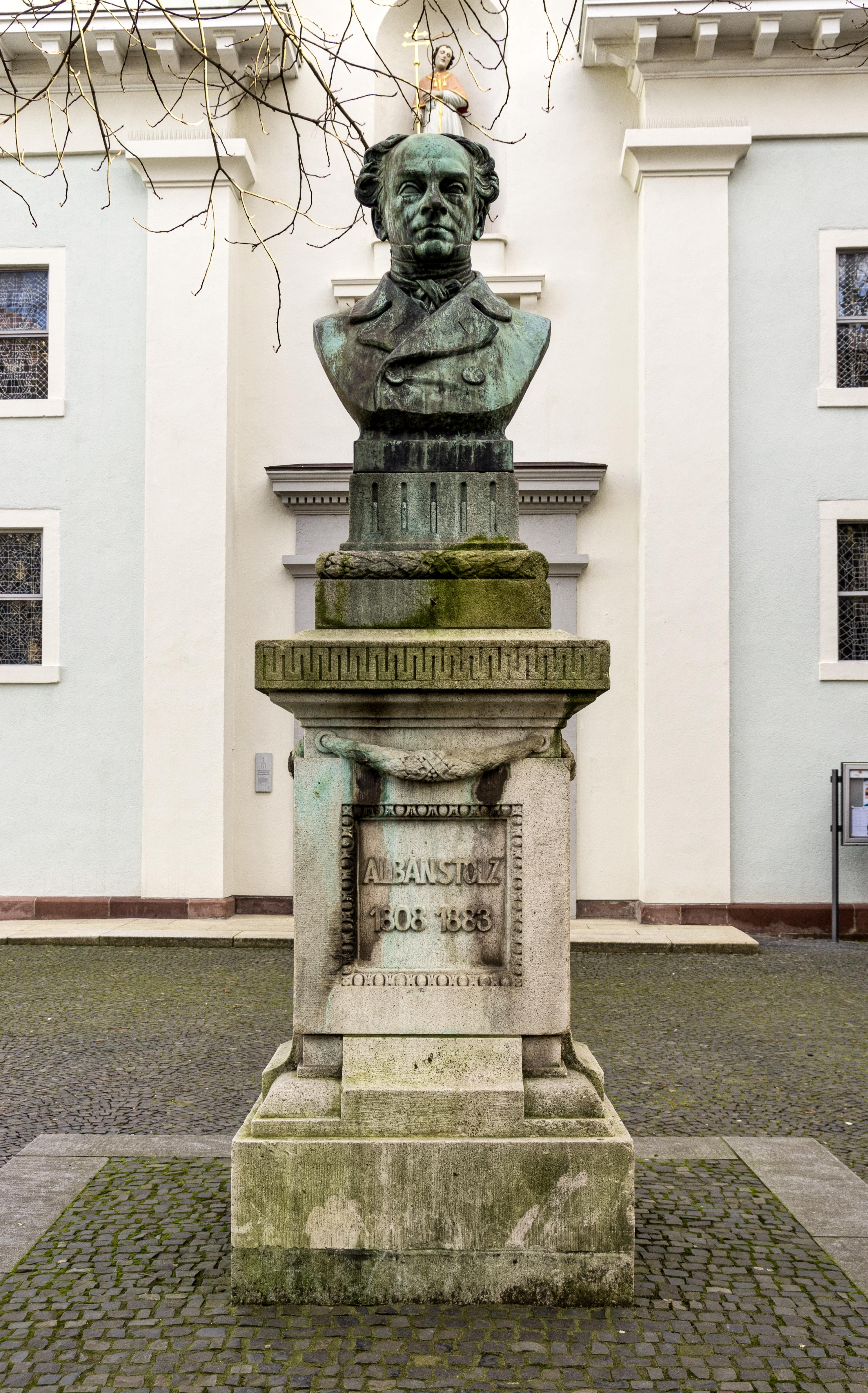
Büste von Alban Stolz vor der Versetzung

Die Kirche enthält weitere Kunstwerke: Auf der linken Seite vom Chorbogen die Skulptur einer mittelalterlichen Madonna, die vermutlich im 14. Jahrhundert in Norditalien entstanden ist. An gleicher Stelle rechts befindet sich eine plastische Darstellung des Karl Borromäus, die der Bildhauer Wolfgang Eckert 2009 geschaffen hat. Ein Kreuzwegzyklus wurde von Paul Brandenburg geschaffen. Tabernakel und Vortragekreuz schuf der Metallbildhauer Alfred Erhart.
Im Innern der Kirche befindet sich an der Südwand des Langhauses auch die Statue Trauernde Theologie, die 1922 von Emil Stadelhofer als Mahnmal für die im Ersten Weltkrieg gefallenen Seminaristen geschaffen wurde.
Vor der Kirche befand sich ein Denkmal für Alban Stolz, das ebenfalls von Stadelhofer geschaffen wurde. Stolz war unter anderem Direktor des Collegium Borromäum gewesen. Das Denkmal wurde 2019/20 in der Öffentlichkeit wegen der dezidiert antijüdischen Haltung des Theologen und Volksschriftstellers stark kritisiert. Nach anfänglichen Bedenken der Denkmalschutzbehörde wurde es am 8. Dezember 2020 auf Vorschlag des Ordinariats in den Garten des Priesterseminars versetzt und damit der breiten Öffentlichkeit entzogen.

#### Orgel
Die Orgel der Konviktskirche wurde 1980 durch die Orgelbaufirma Mönch und Prachtel (Überlingen) erbaut. Das Schleifladen-Instrument hat 29 Register auf zwei Manualen und Pedal. Die Spieltrakturen sind mechanisch, die Registertrakturen elektrisch.
| I Hauptwerk C–g3 |                |       |
| 1.               | Gedacktpommer  | 16′   |
| 2.               | Principal      | 8′    |
| 3.               | Rohrflöte      | 8′    |
| 4.               | Gamba          | 8′    |
| 5.               | Octave         | 4′    |
| 6.               | Blockflöte     | 4′    |
| 7.               | Sesquialter II | 2 ⁄3′ |
| 8.               | Octave         | 2′    |
| 9.               | Mixtur IV      | 1 ⁄3′ |
| 10.              | Trompete       | 8′    |
|                  | Tremulant      |       |

| II Schwellwerk C–g3 |             |        |
| 11.                 | Holzgedackt | 8′     |
| 12.                 | Salicional  | 8′     |
| 13.                 | Schwebung   | 8′     |
| 14.                 | Principal   | 4′     |
| 15.                 | Koppelflöte | 4′     |
| 16.                 | Nasard      | 2 ⁄3′  |
| 17.                 | Waldflöte   | 2′     |
| 18.                 | Terz        | 1 3⁄5′ |
| 19.                 | Larigot     | 1 ⁄3′  |
| 20.                 | Scharff IV  | 1′     |
| 21.                 | Schalmei    | 8′     |
|                     | Tremulant   |        |

| Pedalwerk C–f1 |             |       |
| 22.            | Subbass     | 16′   |
| 23.            | Octavbass   | 8′    |
| 24.            | Gedacktbass | 8′    |
| 25.            | Choralbass  | 4′    |
| 26.            | Mixtur IV   | 2 ⁄3′ |
| 27.            | Fagott      | 16′   |
| 28.            | Trompete    | 8′    |
| 29.            | Schalmei    | 4′    |

- Koppeln: II/I, I/P, II/P

#### Glocken
Im hölzernen, als Dachreiter ausgeführten Kirchturm hängen drei Glocken. Anfang der 2000er Jahre wurde das historische Geläute, das aus zwei Glocken aus den Jahren 1626 und 1792 bestand, reaktiviert und mit einer Glocke aus dem Jahre 2002 ergänzt.
| Glocke | Gießer                     | Gussjahr | Durchmesser | Gewicht | Schlagton |
| ------ | -------------------------- | -------- | ----------- | ------- | --------- |
| 1      | H. U. Bindzlin, Breisach   | 1626     | 735 mm      | 230 kg  | des″+6    |
| 2      | Karlsruher Glockengießerei | 2002     | 628 mm      | 138 kg  | es″+4     |
| 3      | Sebastian Bayer, Freiburg  | 1792     | 535 mm      | 085 kg  | f″+4      |

## Sonstiges
Im Rahmen des Papstbesuches in Deutschland 2011 besuchte Benedikt XVI. das Priesterseminar am 24. September 2011 und begegnete dort Alt-Kanzler Helmut Kohl, Vertretern der Orthodoxen Kirche, Priesteramtskandidaten des Seminars sowie dem Präsidium des Zentralkomitees der deutschen Katholiken. Am 25. September traf er mit Bundesverfassungsrichtern zusammen. Der Papst übernachtete zwischen diesen beiden Tagen auch im Priesterseminar. An den Besuch erinnert eine Inschrift auf den Türen der Seminarkirche.
Seit Juli 2023 lebte der frühere Seminarist und heutige Erzbischof Georg Gänswein im Priesterseminar, nachdem seine Tätigkeit im Vatikan mit Abschluss der Regelung des Nachlasses von Benedikt XVI. beendet war. Im Juni 2024 wurde Gänswein zum Apostolischen Nuntius in Litauen, Estland und Lettland mit Dienstsitz in Vilnius ernannt, weshalb er die Wohnung im Seminar wieder aufgeben musste.

## Bekannte Alumni
- Augustin Kardinal Bea (1881–1968), Kurienkardinal, Jesuit
- Andreas Beck (* 1948), Arzt, Theologe, Schriftsteller und Maler
- Peter Birkhofer (* 1964), Weihbischof des Erzbistums Freiburg
- Stephan Burger (* 1962), 15. Erzbischof des Erzbistums Freiburg
- Alfons Deissler (1914–2005), Theologieprofessor
- Georg Gänswein (* 1956), Privatsekretär von Papst Benedikt XVI., Kurienerzbischof
- Michael Gerber (* 1970), Bischof von Fulda
- Karl Gnädinger (1905–1995), em. Weihbischof des Erzbistums Freiburg
- Heinrich Hansjakob (1837–1916), badischer Heimatschriftsteller, Historiker und Politiker[6]
- Klaus Hemmerle (1929–1994), Theologieprofessor, Bischof von Aachen (1975–1994)
- Franziskus Maria vom Kreuze Jordan (1848–1918), Seliger und Gründer der Salvatorianer
- Karl Kardinal Lehmann (1936–2018), Bischof von Mainz, Kardinal, Vorsitzender der Deutschen Bischofskonferenz (1987–2008)
- Max-Josef Metzger (1887–1944), Märtyrer und Seliger, Gründer des Friedensbund Deutscher Katholiken
- Oskar Saier (1932–2008), 13. Erzbischof des Erzbistums Freiburg
- Hermann Schäufele (1906–1977), 12. Erzbischof des Erzbistums Freiburg
- Emil Stehle (1926–2017), Bischof von Santo Domingo de los Colorados (1987–2002)
- Emil Wachter (1921–2012), Künstler
- Christian Würtz (* 1971), Weihbischof des Erzbistums Freiburg
- Robert Zollitsch (* 1938), 14. Erzbischof des Erzbistums Freiburg, Vorsitzender der Deutschen Bischofskonferenz (2008–2014)